# Császy Zsolt
Császy Zsolt (Budapest, 1965.) jogász.

## Tanulmányai, politikai pályájának kezdete
Régi magyar nemesi családból származik.
1991-ben az ELTE Állam- és Jogtudományi karán szerzett diplomát. 1987-től Orbán Viktor és Kövér László támogatásával a Bibó István Szakkollégium tagja volt.
A rendszerváltás utáni első parlamenti ciklus idején a Fidesz országgyűlési képviselőcsoportjának szakértője, illetve a párt budapesti szóvivője volt. 1993-ban kilépett a Fideszből. Ekkor azt üzente Orbán Viktor pártelnöknek, hogy „ő az erő szavában nem hisz, és inkább él egy rosszul szervezett demokráciában, mint egy jól szervezett diktatúrában”.

## Szakmai pályafutása
1992 után többek között az Állami Vagyonügynökségnél, Budapest Főváros Vagyonkezelő Központjánál, a Nemzeti Autópálya Zrt-nél, a Kincstári Vagyoni Igazgatóságnál és a Magyar Nemzeti Vagyonkezelő Zrt-nél dolgozott jogászként. Emellett 1993-túl 2010-ig az ELTE ÁJK oktatója is volt.

## A Sukoró-ügy
2010 augusztus 31-én a Sukoró-ügy kapcsán előzetes letartóztatásba helyezték. December 17-én helyezte szabadlábra a másodfokú bíróság azzal, hogy az előzetes letartóztatás feltételei annak elrendelésekor sem álltak fenn. Négy büntetőeljárást is indítottak ellene, ezek közül kettőben megszüntették a nyomozást, egyben viszont 2015-ben első fokon három év hat hónap letöltendő szabadságvesztésre ítélték.
Császy Zsolt 2015 novemberében börtönnaplót adott ki Az Orbán-rezsim börtönében címmel, amelyben részletesen ismerteti előzetes letartóztatásának körülményeit, az ott elszenvedett törvénysértéseket, szabálysértéseket. Kifejti meggyőződését, hogy politikai jellegű koncepciós per áldozata lett, és amennyiben hajlandó lett volna alaptalanul megvádolni Gyurcsány Ferencet, ejtették volna ellene a mondvacsinált vádakat.

## A moszkvai ingatlanügy
A moszkvai magyar Kereskedelmi Képviselet (Kerki) értékesítése ügyében bűnpártolással és magánokirat-hamisítással vádolták. A vádhatóság szerint tudott arról, hogy Székely Árpád akkori moszkvai nagykövet úgy írta alá az ingatlanról szóló adásvételi szerződést, hogy erről nem értesítette feletteseit. 2017-ben a Fővárosi Ítélőtábla jogerősen felmentette az összes vádlottat, az ítélet indoklásában a bíró kitért arra, hogy Császy Zsolt „alapbűncselekmény hiányában nem követhette el a bűnpártolás bűntettét”.